# Ligue 2
Ligue 2, nekad poznata kao Divizija 2, francuska je druga profesionalna nogometna liga, tj. jedan je od dva odjela koji čine Ligue de Football Professionnel (LFP), a drugi se zove Ligue 1, najbolja liga u Francuskoj. Broji 20 klubova, funkcionira sustavom plasiranja u višu razinu i ispadanja u nižu razinu. Sezona traje od kolovoza do svibnja, s momčadima koje igraju 38 utakmica svaka, sveukupno 380 utakmica u jednoj sezoni. Većina utakmica se igra petkom i ponedjeljkom, s nekoliko utakmica radnim danima i vikendima. Igra se redovito obustavlja posljednji vikend prije Božića za dva tjedna te počinje početkom siječnja. 
Ligue 2 je osnovana godinu dana nakon stvaranja prve lige 1933. pod imenom divizija 2, te je služila kao druga liga u francuskom nogometu od tad. Tako se zvala sve do 2002., kada je prešla na Ligue 2. Budući da je Liga dio LFP-a, omogućuje klubovima da postanu profesionalni. Međutim, ako je momčad ispala u Championnat National, njegov profesionalni status može se privremeno ukinuti do povratka u Ligue 2. Trenutni prvak je Evian, koji se je plasirao u Ligue 1. Na drugom i trećem mjestu su Dijon i AC Ajaccio. 

## Povijest
Druga nogometna liga Francuske osnovana je 1933., godinu dana nakon stvaranja profesionalne prve lige. Prva sezona natjecanja se sastojala od šest klubova koji su ispali nakon sezone prve lige 1932. – 1933., kao i mnogi klubovi koji su se protivili stvaranju prve lige prethodne sezone. Momčadi poput Strasbourga, RC Roubaixa i Amiens SC-a su igrali u prvoj sezoni druge lige unatoč prethodnog spora sa subjektivnim kirterijima potrebnih da postanu profesionalni i da bi igrali u prvoj ligi. Prva godina u drugoj ligi sastojala se od dvadeset i tri kluba, a podijeljeni su u dvije skupine, Nord i Sud (Sjever i Jug). Četrnaest momčadi su igrale u sjevernom dijelu, dok je preostalih devet bilo smješteno u skupinu s juga. Nakon sezone, pobjednik svake skupine bi igrali jedan protiv drugog i pobjednik bi se plasirao u prvu ligu. Dana 20. svibnja 1934. pobjednik sjeverne skupine, Red Star Saint-Ouen je igrao protiv Olympique Alèsa, pobjednik skupine Jug. Red Star je pobijedio s 3–2. Usprkos porazu, Alès se je također plasirao u prvu ligu.

### Prvaci Ligue 2:
- 1996./97. Chateauroux
- 1997./98. Nancy
- 1998./99. St. Étienne
- 1999./00. Lille
- 2000./01. Sochaux
- 2001./02. Ajaccio
- 2002./03. Toulouse
- 2003./04. St. Étienne
- 2004./05. Nancy
- 2005./06. Valenciennes
- 2006./07. Metz
- 2007./08. Le Havre
- 2008./09. Lens
- 2009./10. Caen
- 2010./11. Evian
- 2011./12. Bastia
- 2012./13. Monaco
- 2013./14. Metz
- 2014./15. Troyes
- 2015./16. Nancy
- 2016./17. Strasbourg
- 2017./18. Reims
- 2018./19. Metz
- 2019./20.